# Бункерна
Бу́нкерна — кінцева вантажно-пасажирська залізнична станція Донецької дирекції Донецької залізниці.
Розташована в місті Хрестівка, Кіровська міська рада, Донецької області на  лінії Кумшацький — Бункерна. Є кінцевою, найближча станція Новий Юнком (8 км).
У свій час станція обслуговувала шахти «Світанок», «Тернопільську» та Імені Преподобного Сергія Радонезького. Через військову агресію Росії на сході України транспортне сполучення припинене.